# Luetzelburgia andrade-limae
Luetzelburgia andrade-limae là một loài thực vật có hoa trong họ Đậu. Loài này được H.C.Lima miêu tả khoa học đầu tiên.